# La pel·lícula d'en Tigger. Les noves aventures de Winnie de Poo i els seus amics
La pel·lícula d'en Tigger. Les noves aventures de Winnie de Poo i els seus amics (títol original en anglès: The Tigger Movie), és una pel·lícula d'animació del 2000 dirigida per Jun Falkenstein. Tot i que va ser produïda per Walt Disney Pictures, no és considerat un «clàssic d'animació» de Disney perquè va ser dirigida per la filial Walt Disney Animació Japan. Ha estat doblada al català, i està basada en els personatges d'A.A. Milne creats l'any 1926 i portats per primera vegada a la pantalla l'any 1977 a The Many Adventures of Winnie the Pooh.
Els germans Sherman, que llavors estaven jubilats, van tornar a Disney per compondre les cançons de la pel·lícula.

## Argument
En Tigger decideix trobar la seva família amb l'ajuda de Ritu. Atès que les seves investigacions no porten a res i que desespera de trobar-la, els seus amics, per donar-li gust, escriuen una carta que signen com la seva família. En Tigger, creient en la veracitat de la carta, organitza una reunió de família on Winnie-the-Pooh, Piglet, Igor, Cangu, Ritu I Mussol arriben disfressats de tigre. Quan en Tigger descobreix l'estafa, marxa furiós a la recerca de la seva «verdadera família» abans de comprovar que els seus amics són la seva família.

## Repartiment
En la seva versió original en anglès, les veus corresponien a:
- John Hurt: Narrador
- Jim Cummings: Winnie-the-Pooh /Tigger
- John Fiedler: Piglet
- Peter Cullen: Igor
- Ken Sansom: Conill
- Andre Stojka: Mussol
- Kath Preocupa: Cangu
- Nikita Hopkins: Ritu
- Tom Attenborough: Christopher Robin

## Premis i nominacions
| Premis                                | Categoria                                                    | Nominació                                                                  | Resultat |
| ------------------------------------- | ------------------------------------------------------------ | -------------------------------------------------------------------------- | -------- |
| Premis Annie                          | Millor director d'una pel·lícula animada                     | Jun Falkenstein                                                            | Nominat  |
| Premis Annie                          | Millor interpretació vocal en una producció de llargmetratge | Nikita Hopkins com a Ritu                                                  | Nominat  |
| Premis Annie                          | Millor música en una producció de llargmetratge              | Richard M. Sherman i Robert B. Sherman per la cançó «Round My Family Tree» | Nominat  |
| Las Vegas Film Critics Society Awards | Millor pel·lícula familiar                                   | Jun Falkenstein i Cheryl Abood                                             | Nominat  |
| Oppenheim Toy Portfolio Gold Award    | Millor llargmetratge animat                                  | Jun Falkenstein                                                            | Nominat  |